# 11Y busz (Debrecen)
A debreceni 11Y jelzésű autóbusz a Dósa Nádor tér és a Borzán Gáspár utca között közlekedett, akárcsak a 11-es, azonban rövidebb útvonalon, rövidebb menetidővel. A Csapókertet kötötte össze a belvárossal.
A járatot megszüntették. Oka: a régi piac helyére felépített FÓRUM, továbbá a Csapó utcának a Vár utca és Burgundia utca közti szakaszának sétálóutcává átalakítása, ahol korábban a 11-es és 11Y autóbuszok még közlekedtek. Ez utóbbi tereprendezés után a DKV úgy döntött hogy a 11Y viszonylatot megszünteti, a 11-es autóbusz végállomását az IT Services Hungary debreceni telepéig helyezi ki. Mellékviszonylata a 11A vonal, ami a Károli Gáspár utca és a Hatvan utca közt közlekedik, ugyanazon a nyomvonalon mint a normál 11-es. Jelen pillanatban a Dósa Nádor téri végállomás helyén taximegállóhelyek vannak, tehát mint megállóhely megszűnt, tartalékállományban van.

## Járművek
A viszonylaton Alfa Cívis 12 szólóbuszok közlekedtek.

## Útvonala
| Borzán Gáspár utca felé | Dósa nádor tér felé |
| --- | --- |
| Dósa nádor tér vá. – Sas utca – Kossuth utca – Burgundia utca – Csapó utca – Kassai út – Sámsoni út – Mátyás király utca – Kincseshegy utca – Huszár Gál utca – Budai Nagy Antal utca – Hétvezér utca – Diószegi út – Borzán Gáspár utca vá. | Borzán Gáspár utca vá. – Diószegi út – Hétvezér utca – Budai Nagy Antal utca – Huszár Gál utca – Kincseshegy utca – Mátyás király utca – Sámsoni út – Kassai út – Csapó utca – Burgundia utca – Kossuth utca – Sas utca – Dósa nádor tér vá. |

## Megállóhelyei
| 0  | Dósa nádor tér végállomás                     | 27 | 11                                                               |
| 2  | Csokonai Színház                              | 25 | 3, 3A, 3E 11, 19, 25, 25Y, 31, 34, 35, 35S, 35Y, 36, 41, 41Y, 45 |
| 4  | Burgundia utca                                | 23 | 3, 3A, 3E 11, 15, 31                                             |
| 5  | Csapó utca                                    | ∫  | 3, 3A, 3E 11, 24, 43                                             |
| 7  | Berek utca                                    | 21 | 3, 3A, 3E 11, 24, 43                                             |
| 8  | Bercsényi utca                                | 20 | 3, 3A, 3E 11, 24, 43                                             |
| 9  | Árpád tér                                     | 18 | 2, 2A, 3, 3A, 3E 11, 16, 24                                      |
| 10 | Laktanya utca                                 | 16 | 2, 2A, 3, 3A, 3E 11, 16, 24                                      |
| 12 | Thököly utca (↓) Abonyi utca (↑)              | 14 | 11, 23                                                           |
| 14 | Zrínyi utca (↓) Mátyás király utca (↑)        | 12 | 19                                                               |
| 15 | Jánosi utca                                   | 10 | 19                                                               |
| 16 | Bálint pap utca                               | 9  | 19                                                               |
| 17 | Szilvásújfalusi utca (↓) Kincseshegy utca (↑) | 8  |                                                                  |
| 18 | Huszár Gál utca (↓) Lakatos utca (↑)          | 7  | 25                                                               |
| 20 | Hétvezér utca                                 | ∫  | 11                                                               |
| ∫  | Ruyter utca                                   | 5  | 25Y                                                              |
| 22 | Vasutas utca                                  | 3  | 11                                                               |
| 24 | Bihari utca                                   | 1  | 11, 15, 30, 49                                                   |
| 25 | Borzán Gáspár utca                            | 0  | 11, 15, 30, 49, 49I                                              |

## Járatsűrűség
A hétköznapokon, tanszüneteken, és hétvégéken is délelőtt óránként jártak egészen kora délutánig, délután és este nem közlekedtek.